# Sertularella exigua
Sertularella exigua is een hydroïdpoliep uit de familie Sertulariidae. De poliep komt uit het geslacht Sertularella. Sertularella exigua werd in 1879 voor het eerst wetenschappelijk beschreven door Thompson. 